# Яр «Намелвій»
Яр «Намелвій» (рум. Râpa Namălvii) або Немилвій (рум. Nămâlvii / Nămîlvii) — пам'ятка природи геологічного або палеонтологічного типу у Флорештському районі Молдови. Знаходиться на південно-східній околиці села Бурсук. Має площу 100 га, або 35 га згідно з останніми вимірюваннями. Об'єктом керує мерія муніципалітету Жапка.

## Опис
Геологічна пам'ятка була досліджена і вперше описана геологами І. Атанасіу в 1945 році та Йоном Суховим в 1947 році. Інші дослідники (Нєґру, Штефирца та ін.) виявили волинські палеоботанічні залишки, де переважають тропічні та субтропічні форми.
Відслонення розташоване на правому березі потоку Немилвій, притоки р. Дністер. Водне русло глибоко розсікає породи субстрату, утворюючи ущелиноподібну долину. Схили вкриті рослинністю і лише подекуди видніються сарматські скелі. У верхній частині відслонення залягають бессарабські вапняки.
В околицях відслонення на висоті 28 м з’являються крейдяні відкладення, а на 5 км на північ, біля села Жапка, з’являються на 93 м, тобто при перепаді висот бл. 65 м. Швидше за все, це пояснюється специфікою палеорельєфу верхньої крейди, в тому числі і палеогену.

Відслонення
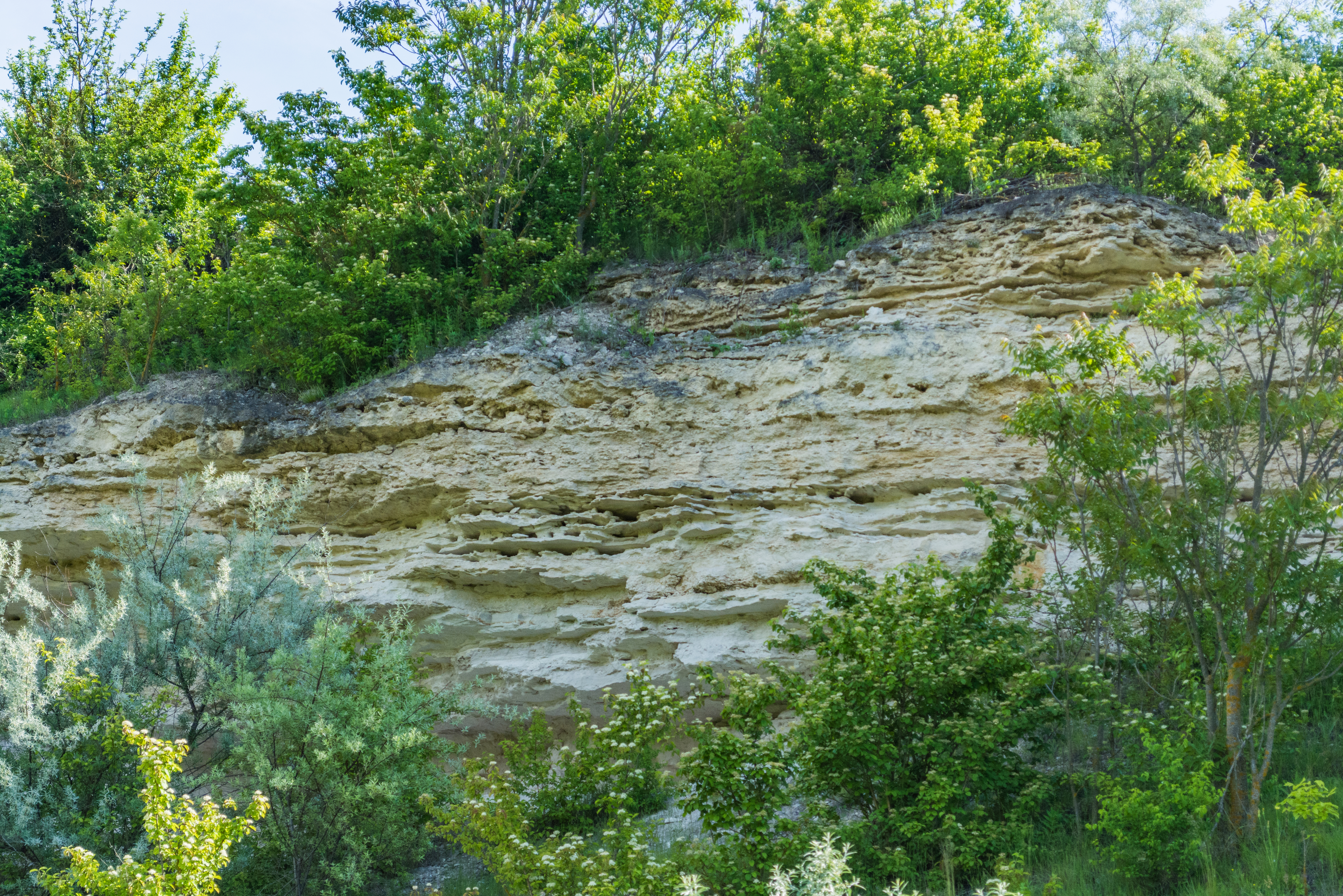
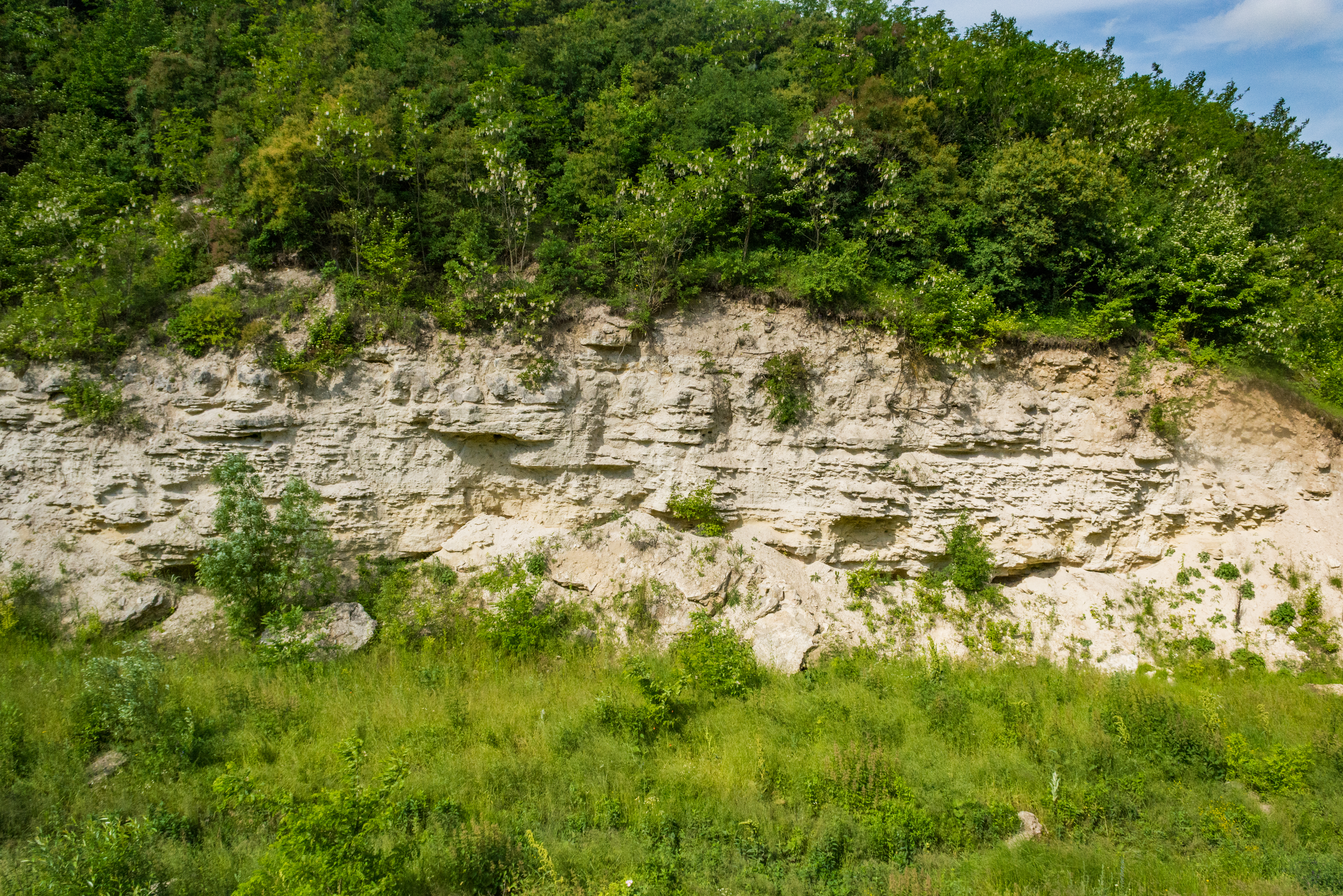
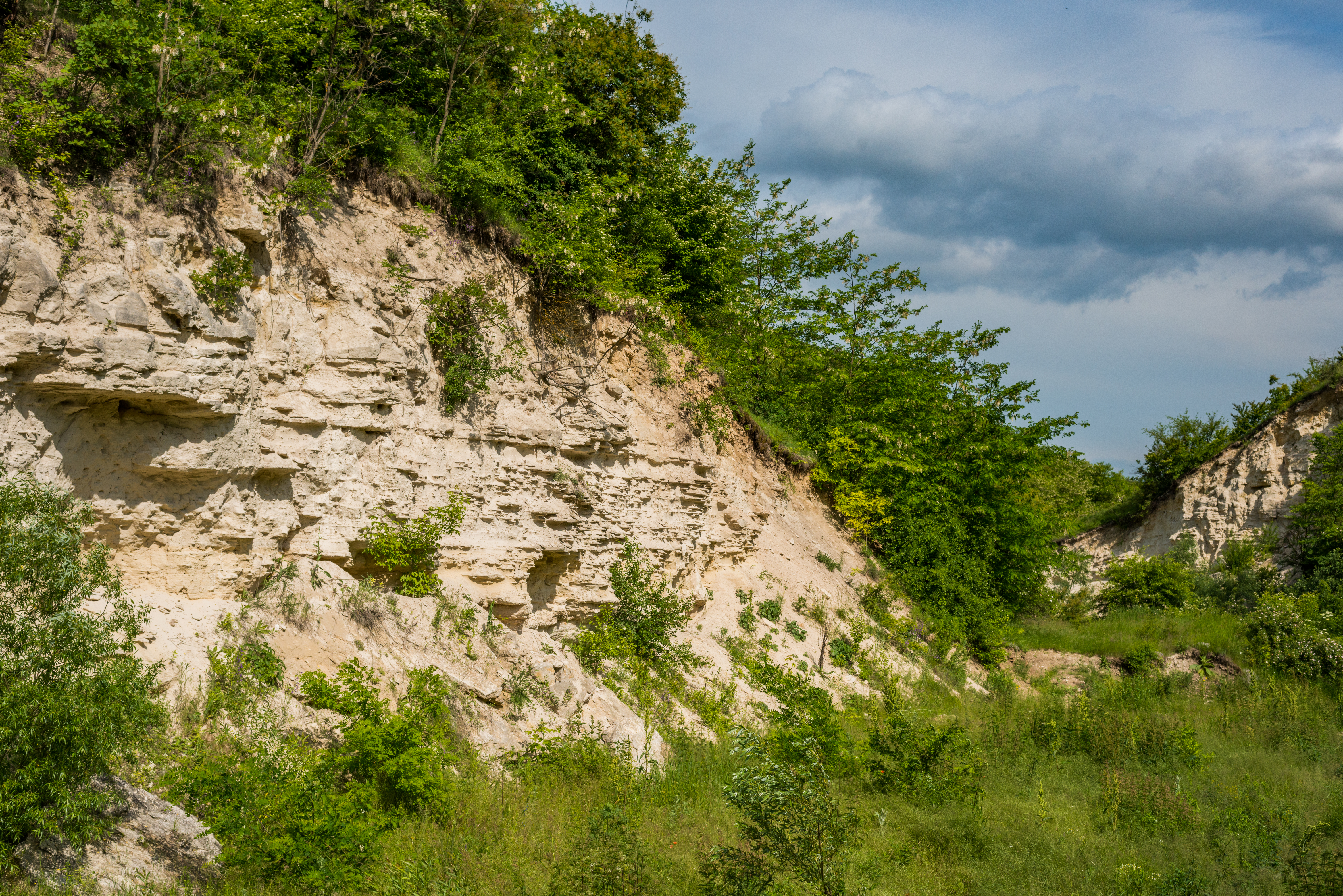
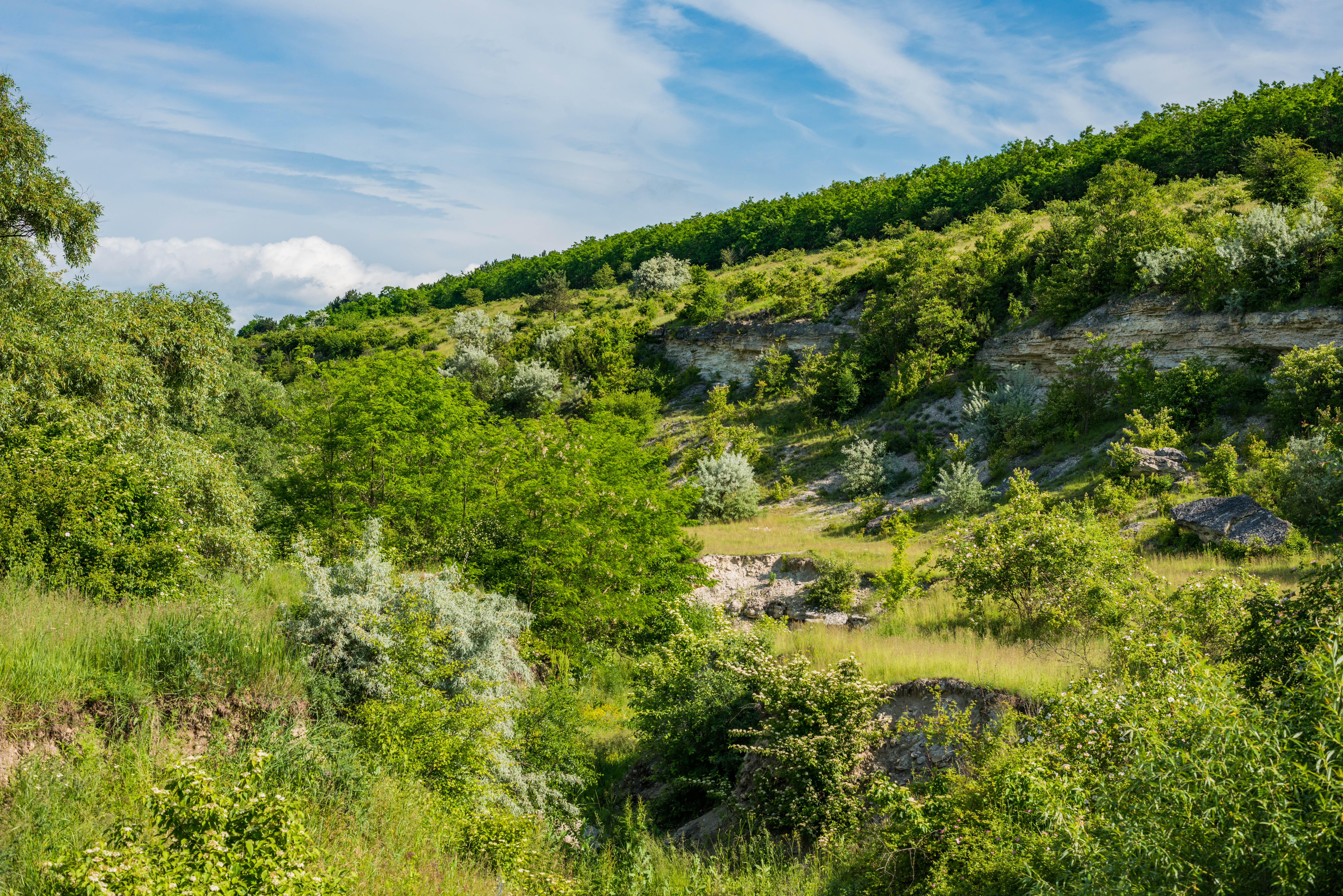
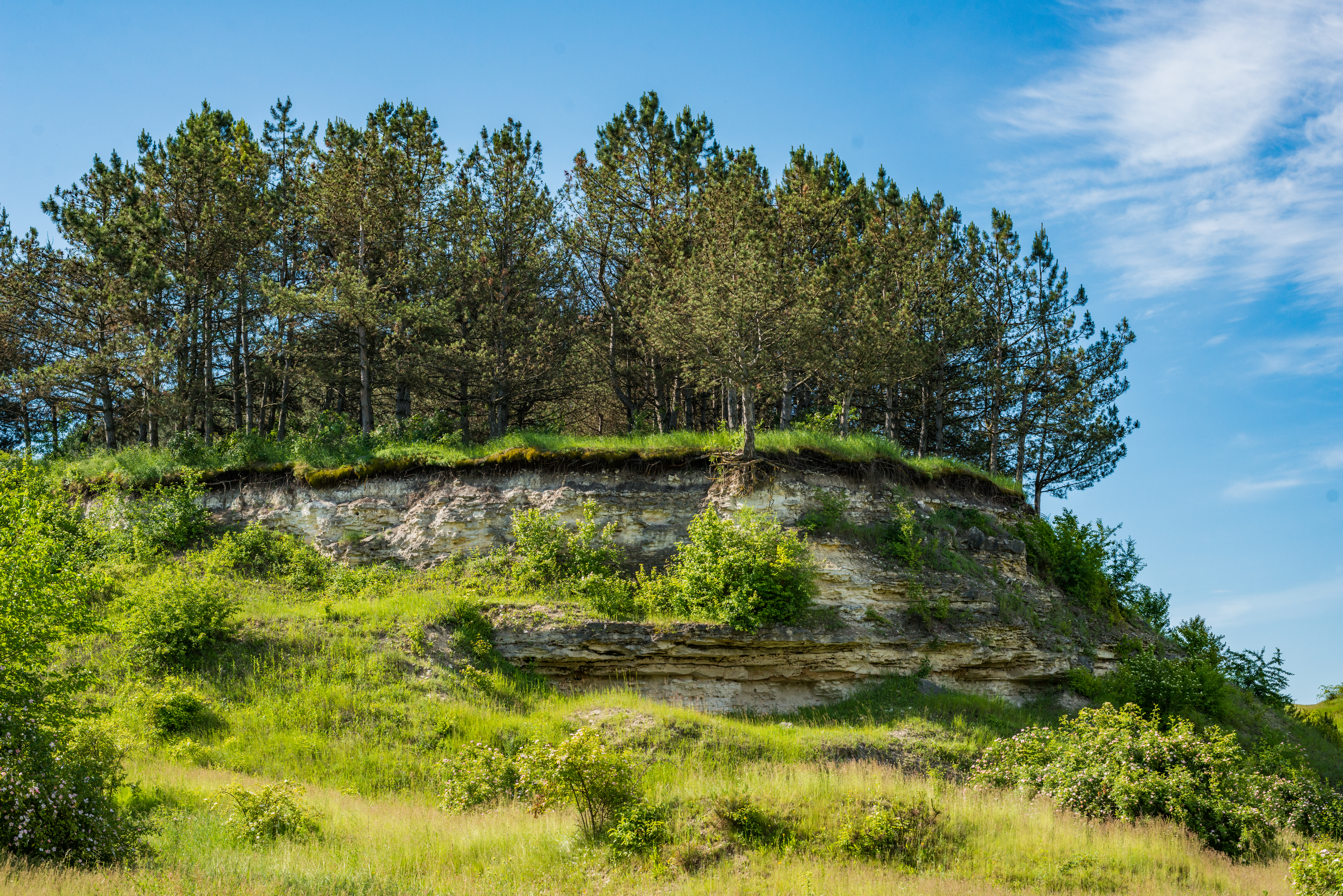

## Статус захисту

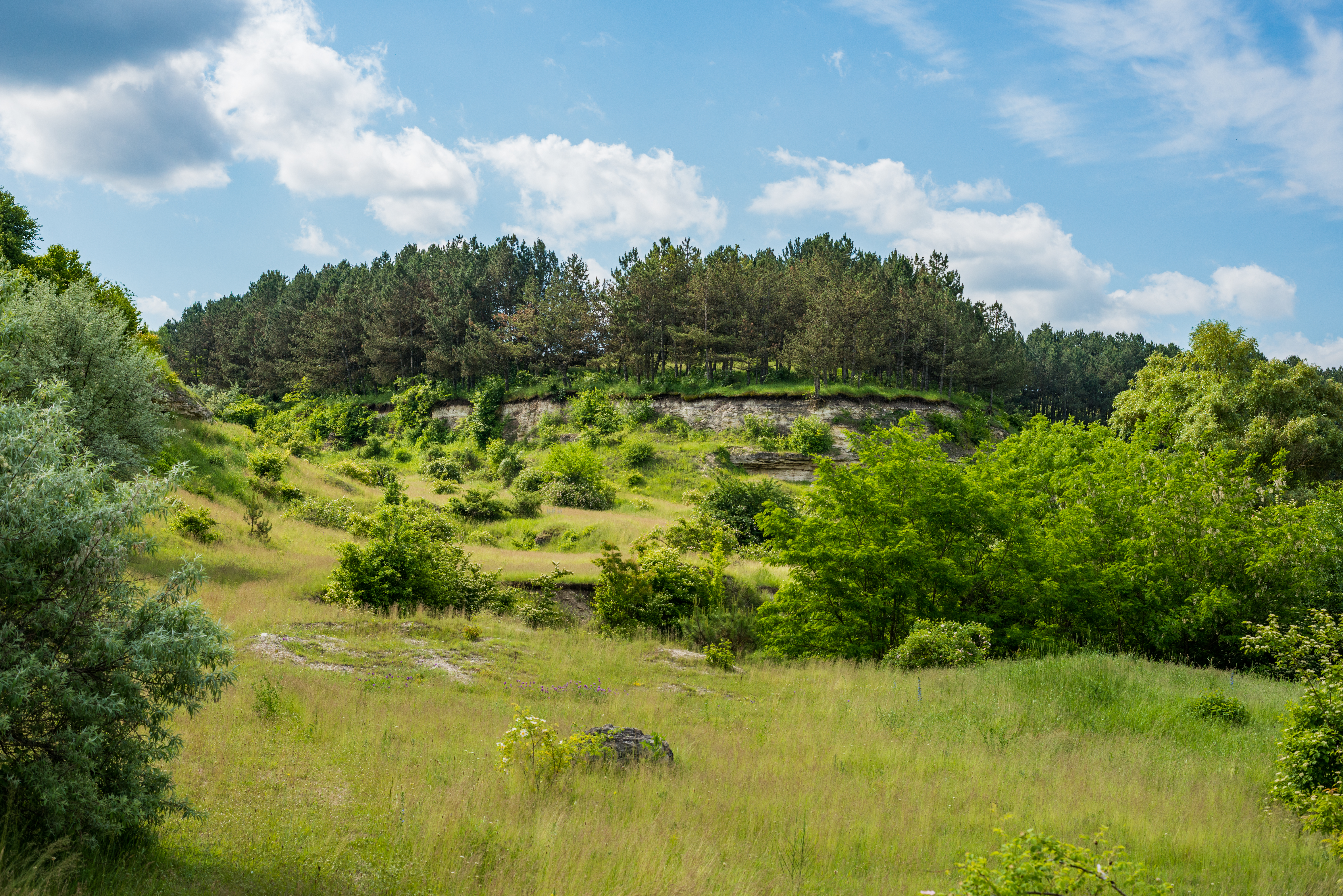
Загальний вигляд

Постановою Ради Міністрів Молдавської РСР від 13.03.1962 р. № 111 об'єкт взято під охорону держави, а охоронний статус знову підтверджено Постановою Ради Міністрів Молдавської РСР від 8 січня 1975 р. № 5 та Закону № 1538 від 25 лютого 1998 року про фонд природних територій, що охороняються державою. Землевласником пам’ятки природи на момент публікації закону 1998 року було сільськогосподарське підприємство «Молдова», але тим часом воно було передано муніципалітету Жапка.
Об'єкт становить міжнародний науковий інтерес для геологічного картографування та стратиграфічного вивчення осадових утворень Східно-Європейської платформи, а також для збору палеонтологічного, палеоботанічного та археологічного матеріалу.
За станом на 2016 рік природна зона не має інформаційного щита. Рекомендується активізувати палеонтологічні та палеоботанічні дослідження та включити заповідну територію до регіональних туристичних маршрутів.